# Gewässerwanderweg an der Moosalbe

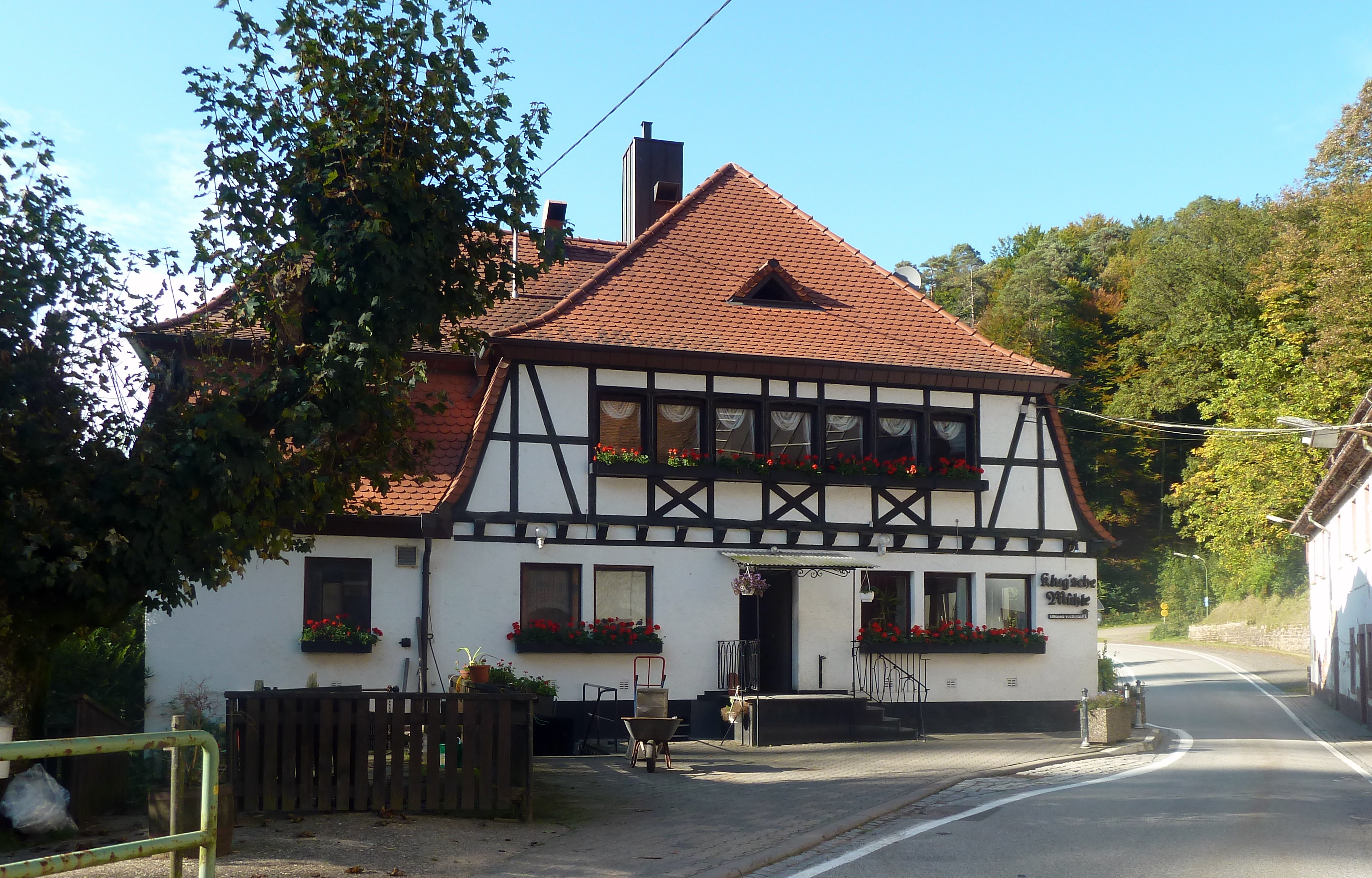
Klugsche Mühle

Der Gewässerwanderweg an der Moosalbe ist einer von sieben Themenwanderwegen, die sich mit dem Thema Wasserbau in Rheinland-Pfalz befassen. Er erstreckt sich über eine Länge von 33 Kilometern und verläuft entlang der Moosalbe und der Hirschalbe im Pfälzerwald. 

## Details
Der Weg umfasst insgesamt 23 Stationen, die sich mit verschiedenen Aspekten der Wasserwirtschaft beschäftigen, darunter Mühlen, Wehre, Brunnen, Quellen, Gewässerstrukturen und Ökosysteme.
Zu den bemerkenswerten Stationen entlang des Weges gehört die Klugsche Mühle, die durch ein Wehr und einen Mühlenweiher gekennzeichnet ist. Die Fischweiherquelle, auch bekannt als Karlstalquelle, ist eine weitere bedeutende Station, ebenso wie die Fischzuchtanlage und der Unterhammer, der ein Wehr zur Betreibung eines Eisenhammers umfasst. Die Route führt auch durch die Buckelwiesen, die für ihre spezielle Bewässerungsmethode bekannt sind, sowie über ein Stauwehr und die historische Eisenschmelz.
Ein weiteres Highlight ist das Wasserwerk Stelzenberg, das von einer Quelle gespeist wird, sowie das Naturfreundehaus Finsterbrunnertal. Der Weg passiert auch ein Walzwerk und den Tiefbrunnen III. In der Nähe von Krickenbach wird der Gewässerausbau des Engtalbachs thematisiert. Historische Strukturen wie das alte Pumpwerk in der Gemarkung Schopp und naturbelassene Abschnitte der Moosalbe bei Schopp sind ebenfalls Teil der Route.
Der Pulvermühlweiher und die Ruine der Pulvermühle, einer ehemaligen Fabrik zur Produktion von Schwarzpulver, sind weitere interessante Punkte. Das Hirschalbtal und die Hirschalbermühle sowie die Moosalbequelle mit ihrer Brunnenkammer, bekannt als Moosalbsprung, sind ebenfalls wichtige Stationen. Der Weg umfasst zudem die Hangquelle Tiefenteich und die Grundquelle in der Nähe des Tiefenteichs, die durch das Langspatelige Laichkraut charakterisiert sind.
Das Wasserwerk Oberhammer mit den Tiefbrunnen 1 und 2 bei Trippstadt sowie die Karlstalschlucht mit einer Wohnhöhle und der Amseldell runden die vielfältigen Stationen des Gewässerwanderwegs ab. Diese Stationen bieten Einblicke in die wasserwirtschaftliche Bedeutung und die historischen sowie ökologischen Aspekte der Region.